# O Dia do Desespero
O Dia do Desespero (1992) é um filme português de longa-metragem de Manoel de Oliveira.
O filme trata dos últimos anos de Camilo Castelo Branco a partir de cartas do escritor, analisando os seus conflitos e dramas, a relação com Ana Plácido e a cegueira aflitiva que conduziu ao seu suicídio. Filmado na totalidade na casa de Camilo em S. Miguel de Seide, é um dos mais austeros filmes de Oliveira. 